# Marie-Claire Blais
Marie-Claire Blais (Quebec, 5 de octubre de 1939 - Key West, Florida, Estados Unidos, 30 de noviembre de 2021) fue una escritora canadiense. Su obra literaria, escrita originalmente en francés y traducida a varios idiomas, incluye cuentos, poemas, obras dramáticas y, principalmente, novelas psicológicas y costumbristas cuya temática denuncia las contradicciones de una sociedad presa del conservadurismo en las relaciones humanas, como en Une saison dans la vie  d'Emmanuel (1965) o describe de manera profunda problemas psicosociales y psicológicos, como en L'Insoumise o David Sterne.

## Biografía
Nació en el seno de una familia de clase obrera que vivía en un barrio modesto de Quebec. Sus primeros años de enseñanza básica los realizó en un convento, donde permaneció hasta la edad de 15 años. Sus padres interrumpieron su enseñanza regular porque preferían que asistiera a una escuela de secretariado, a fin de que consiguiera pronto una cualificación laboral. Sin embargo, se las ingenió para trabajar y asistir paralelamente a la universidad y tomó cursos de literatura francesa en Quebec, en la Universidad Laval. Allí Jeanne Lapointe, quien fuera la primera mujer habilitada como profesora de Literatura en Laval, y el padre Georges-Henri Lévesque, Vicepresidente del Conseil des arts du Canada detectaron su talento y la animaron a desplegarlo. En 1959-1960 escribió y publicó sus primeras novelas: La belle bête y Tête blanche.
Poco después viajó a Estados Unidos, donde tomó contacto con el conocido crítico literario Edmund Wilson. Con su apoyo y mediante su auspicio logró obtener en 1963 una beca Guggenheim y se estableció primeramente en Cambridge y luego en el pequeño poblado de Wellfleet, también en Massachusetts, en la región del Cabo Cod.
En esta época conoció y se enamoró de la pintora Mary Meigs, quien a su vez era pareja de la escritora Barbara Deming. Las  tres mujeres sostuvieron una relación amorosa triangular durante un largo período y convivieron por cerca de seis años.
Une saison dans la vie d'Emmanuel, su novela más conocida y ganadora del premio Médicis (Prix Médicis) en 1966, fue escrita en este periodo en Estados Unidos (1965).
Más adelante, la autora residió algunos años en Francia, en la Bretaña, hasta que en 1975 regresó a Canadá, donde vivió primeramente en Quebec y enseguida en Montreal.  En 1978 recibió un nombramiento como profesora honoraria en la Universidad de Calgary, en Alberta. Entre las principales obras de la producción literaria de este período de regreso en Canadá destacan las novelas Le Sourd dans la ville (1979) y Visions d'Anna (1982). Blais finalizó la producción de esta década con la aparición en 1989 de su novela L’Ange de la solitude,
donde vuelve sobre el tema de la homosexualidad femenina, describiendo las relaciones de una comunidad de mujeres lesbianas jóvenes. 
En abril de 1992 fue incorporada como miembro extranjero de la Real Academia de la lengua y de la literatura francesas de Bélgica
En 2006 The Writer's Truts of Canada le otorgó el premio Matt Cohen Award: In Celebration of a Writing Life, siendo esta la primera vez que se concedía esta distinción a un escritor canadiense francófono desde que se instaurara este galardón en el año 2000.

## Temática y estilo
Aunque el género autobiográfico está presente en su obra, principalmente en las novelas, se trata del recurso literario de la autobiografía ficticia. El narrador utiliza con frecuencia la primera persona, pero esto no es (al menos no directamente) porque el relato sea un recuento fidedigno de hechos reales de la vida de la autora, sino simplemente una herramienta para transportar al lector de manera más vívida y sentida por los vericuetos íntimos de las  relaciones conflictivas que presenta con sus personajes, como las de la niña con su madre en Manuscrits de Pauline Archange. Otras veces se sirve de un estilo narrativo más propio de los cuentos, como es el caso de la presentación de esta misma relación madre-hija  en La Belle Bête (1959).
En  sus dos primeras obras La Belle Bête y en La Tête Blanche (1960) el tema es la pobreza extrema de la clase obrera.  El relato se hilvana mostrando la tragedia de las vidas de los personajes, sus existencias miserables sumidas en un cotidiano e interminable dolor. En las novelas que siguen en los años siguientes,  Une Saison dans la vie d'Emmanuel (1965), Manuscrits de Pauline Archange (1968),,  Vivre! Vivre! (1969), Un Joualonais, sa joualonie (1973) y Le Sourd dans la ville (1980) la autora describe, también desde la vivencia subjetiva y profunda de sus personajes, las contradicciones de la sociedad canadiense, su conservadurismo extremo y la opresión a la que se ven sometidos los sectores marginados, las prostitutas, los drogadictos, los homosexuales; la desolación del exilio y el destierro; la precariedad e ignorancia en la que transcurre la vida de las familias. 
Muy en el centro de la recreación literaria que Blais despliega al describir la crudeza de estos escenarios, están las relaciones afectivas primordiales entre madres e hijos, condenadas a desenvolverse en un contexto que no ha dejado espacio para el amor. 
Los aspectos políticos del quiebre de la sociedad canadiense se tratan de manera más directa en Un Joualonais, sa joualonie (1973), donde aborda las contradicciones entre el mundo anglófono y francófono, pero pone el énfasis en la multiculturalidad de integración precaria, en el examen del concepto de pluralidad que en esta  década se apodera del escenario social de Montreal (ciudad que en la novela se alude con el nombre ficticio de Joualonie).

## Obras

### Novelas
| - La Belle Bête (1959) - Tête blanche (1960) - Le jour est noir (1962) - Une saison dans la vie d'Emmanuel (1965) - L’Insoumise (1966) - David Sterne (1967) - Manuscrits de Pauline Archange (1968) - Vivre! Vivre! (1969) - Le Loup (1972) - Un Joualonais, sa joualonie (1973) - Une liaison parisienne (1975) - Les Nuits de l'Underground (1978) | - Le Sourd dans la ville (1980) - Visions d’Anna (1982) - Pierre (1986) - L’Ange de la solitude (1989) - Un jardin dans la tempête (1990) - Soifs (1995) - Dans la foudre et la lumière (2001) - Augustino et le Chœur de la destruction (2005) - Naissance de Rebecca à l'ère des tourments (2008) - Mai au bal des prédateurs (2010) - Le Jeune Homme sans avenir (2012) - Aux jardins des acacias (2014) - Le Festin au crépuscule (2015) |

De todas estas novelas de Marie-Claire-Blais existen traducciones al inglés, lo que ha permitido que su obra se conozca internacionalmente de manera bastante amplia. También hay traducciones a muchos otros idiomas (alemán, danés, checo, italiano, neerlandés, noruego, finés, etc.), aunque no todas directamente desde el original en francés, sino que muchas de estas traducciones provienen de la versión inglesa intermedia. En español, en cambio, se han publicado solo dos de sus novelas: La hermosa Bestia y Una estación en la vida de Emmanuel.

### Obras dramáticas

#### Teatro
- L'Exécution (escrita en 1967 y publicada en 1970)
- Sommeil d'hiver (1984)
- L'Île (1988)
- Petites éternités perdues (2007)
- Désir (2007)

#### Guiones para televisión
- L'Océan (1976)

#### Piezas radiofónicas
| - Un couple (1971-1974) - Deux destins (1971-1974) - L'Envahisseur (1971-1974) - Le Disparu (1971-1974) - Fièvre (1971-1974) | - Murmures (1977) - Fantômes d'une voix (1980) - L'Exil (1981-1984) - Une journée dans la tempête (1989) - Noces à midi au-dessus de l'abîme (2005) |

### Poesía
- Œuvre poétique (1957-1996) (1997)

### Ensayo
- Passages américains (2012)

## Crítica y recepción
Aunque Blais es una novelista prolífica, consagrada como una de las más grandes entre los escritores canadienses, en ningún caso se trata de una escritora de best sellers. Al contrarioː sus libros tienen una venta bastante reducida, especialmente las novelas más recientes. Esto es un hecho, a pesar de que  la crítica de su obra ha sido notablemente positiva en el mundo académico canadiense, tanto anglófono, como francófono y aunque varias de sus novelas, sobre todo las más tempranas, alcanzaron renombre internacional.